# 롤라 몬테즈
롤라 몬테즈(Lola Montez, 1821년 2월 17일~1861년 1월 17일)는 아일랜드 출신의 무용가이자 연극 배우로, 본명은 엘리자베스 로잔나 길버트(Elizabeth Rossanna Gilbert)이다.

## 생애
영국인 장교 에드워드 길버트와 크레올 출신의 어머니 엘리자 올리버 사이에서 태어났고, 아버지의 근무지 인도에서 자랐다. 아버지가 죽은 뒤에는 영국으로 돌아와 스코틀랜드에서 지냈지만 1837년 영국 대위 토머스 제임스와 사랑에 빠져 고향을 떠났다. 이후 제임스와 헤어진 그녀는 1843년 롤라 몬테즈라는 예명으로 스페인 무용수로서 런던에서 데뷔했다. 그녀는 자신이 이름붙인 타란튤라 댄스라는 독특한 춤으로 명성을 얻었고 부유한 남성들의 애인이 되어 호화로운 생활을 했다. 그의 애인 중에는 피아니스트 프란츠 리스트도 있었는데 그녀를 두고 파리의 부자와 결투를 벌이기도 했다고 한다. 롤라는 1846년 뮌헨의 옥토버페스트에서 춤을 추었고 바이에른의 국왕 루트비히 1세의 눈에 띄었다. 롤라에게 푹 빠진 그는 그녀에게 막대한 연금과 집을 지급하는 한편, 바이에른 국적과 백작 부인의 작위까지 주었다. 왕의 총애를 받은 롤라는 그를 좌지우지하며 국정에까지 간섭했고, 자신의 추종자들에게 작위를 주었다. 롤라는 파티광이었고, 난폭했으며, 왕의 앞에서도 무례하게 굴었다. 정부와 국민은 왕의 퇴위 및 그녀의 추방을 요구했고, 궁지에 몰린 루트비히 1세는 요구를 들어줄 수밖에 없었다. 바이에른에서 쫓겨난 롤라는 미국과 호주를 전전하며 공연 및 강연을 하고 책을 썼다. 그녀의 강연은 언제나 만원이었고, 책도 베스트셀러가 되었다. 롤라는 평생 네 번 결혼했지만 그 어느 결혼도 오래가지 못했다.